# کریستن فوکنر
کریستن فوکنر (انگلیسی: Kristen Faulkner؛ زادهٔ ۱۸ دسامبر ۱۹۹۲) دوچرخه‌سوار پیست و جاده زن اهل ایالات متحده آمریکا است.
وی در مسابقات کشوری و بین‌المللی در مجموع برندهٔ ۳ مدال طلا شده است.